# Boulogne - Pont de Saint-Cloud (métro de Paris)
Pour les articles homonymes, voir Saint-Cloud (homonymie).
Ne doit pas être confondu avec Gare du Pont de Saint-Cloud.
Boulogne – Pont de Saint-Cloud est une station de la ligne 10 du métro de Paris, située à Boulogne-Billancourt. C'est le terminus ouest de la ligne et la station la plus occidentale de tout le réseau métropolitain parisien.

## Situation
La station est implantée à l'ouest du rond-point Rhin-et-Danube de Boulogne-Billancourt et orientée est-ouest, selon l'axe de l'avenue du Maréchal-de-Lattre-de-Tassigny (D 907), à proximité du pont de Saint-Cloud (RD 307) qui enjambe la Seine. Elle permet la desserte du quartier situé autour du rond-point, ainsi que celle du centre de Saint-Cloud à quelques centaines de mètres sur l'autre rive du fleuve. Elle est précédée ou suivie (selon le sens de circulation) par la station Boulogne - Jean Jaurès.

## Histoire

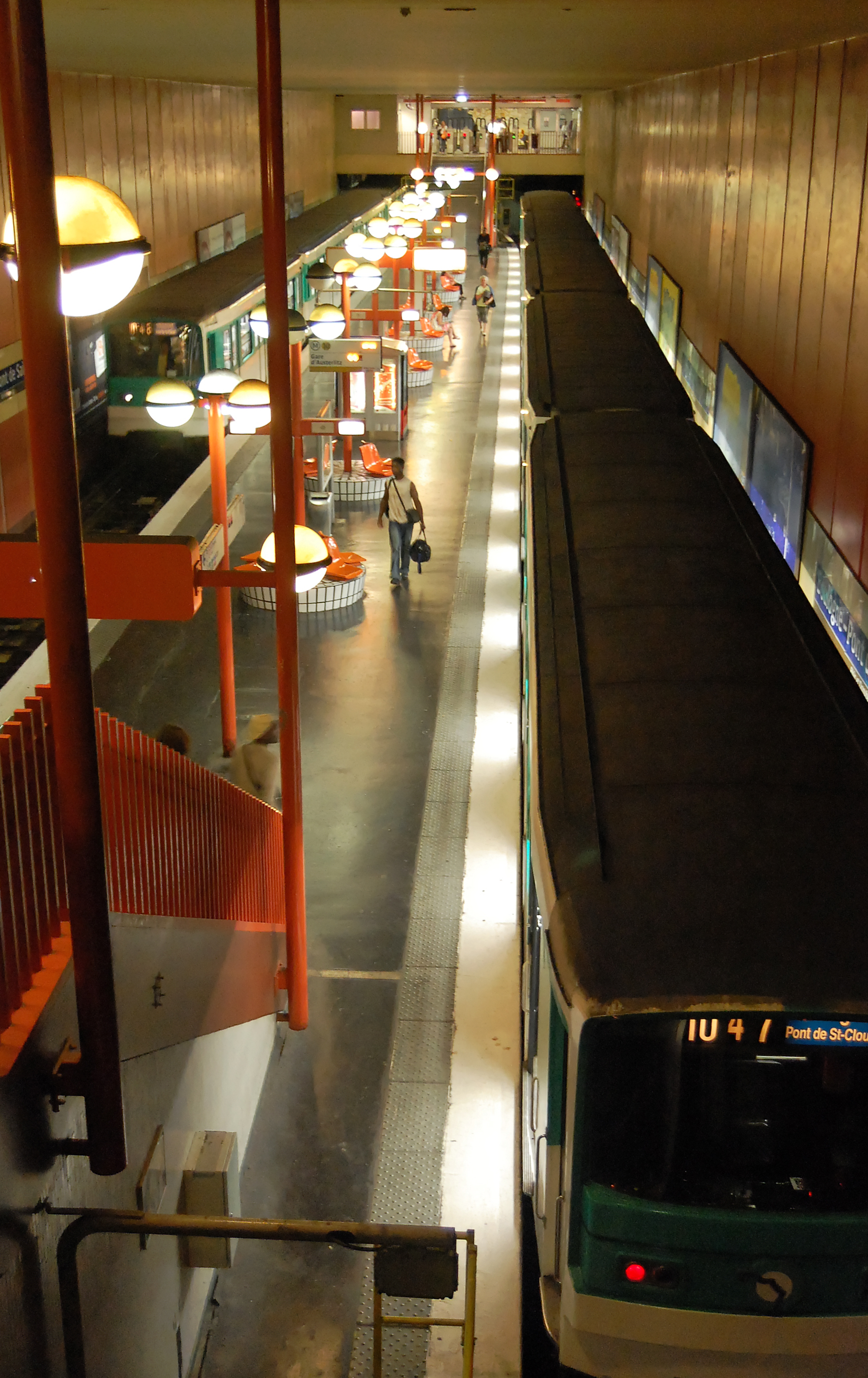
La station vue depuis la mezzanine occidentale.

La station est ouverte le 2 octobre 1981 avec la mise en service du dernier prolongement de la ligne 10, dont elle constitue depuis lors le terminus occidental (depuis Gare d'Austerlitz) en remplacement du terminus provisoire de Boulogne - Jean Jaurès. Cette inauguration marque ainsi la seconde phase d'une extension ayant pour objectif d'améliorer la desserte des quartiers nord de la commune, éloignés de la ligne 9.
Cette station doit sa dénomination d'une part à son implantation sur le territoire de Boulogne-Billancourt et, d'autre part, à sa proximité avec le pont de Saint-Cloud, ainsi nommé parce qu'il donne accès à la commune de Saint-Cloud sur la rive droite de la Seine.
Elle porte comme sous-titre Rhin et Danube du fait de sa proximité avec le rond-point Rhin-et-Danube et le square éponyme, baptisés en souvenir de la 1re armée française qui s'illustra, entre 1943 et 1945, à la campagne d'Italie, au débarquement de Provence, puis combattit sur le Rhin et le Danube lors de la Seconde Guerre mondiale. Ces événements sont également commémorés à la station Danube sur la ligne 7 bis.
La desserte de la station n'est assurée à l'origine que par un train sur deux jusqu'à 18 h 40, le restant des circulations retournant alors vers l'est via l'extrémité occidentale de la boucle d'Auteuil. Aujourd'hui, l'ensemble des rames desservent cette station terminus, à l'exception du premier service quotidien ainsi que de quelques rares autres missions en semaine au début de l'heure de pointe.

## Services aux voyageurs

### Accès
La station dispose de quatre accès répartis en six bouches de métro :
- l'accès no 1 « Route de la Reine », constitué d'un escalier fixe agrémenté d'un mât avec un « M » jaune inscrit dans un cercle, débouchant sur le trottoir impair de la route précitée, à l'angle avec l'avenue André-Morizet ;
- l'accès no 2 « Avenue Jean-Baptiste-Clément », également constituée d'un escalier fixe, se trouvant à l'extrémité de cette avenue au droit du no 1 du rond-point Rhin-et-Danube ;
- l'accès no 3 « Rue du Port - Musée Albert-Kahn » consistant en deux escaliers fixes établis dos-à-dos sur le trottoir pair de l'avenue du Maréchal-de-Lattre-de-Tassigny, l'une dotée d'un mât « M » jaune face au no 6, l'autre se situant au droit du no 2 ;
- l'accès no 4 « Avenue du Maréchal-de-Lattre-de-Tassigny », consistant en deux sorties également disposées dos-à-dos sur le trottoir impair de l'avenue, l'une constituée d'un escalier fixe muni d'un totem « M » jaune face au no 7, l'autre débouchant au droit du no 21 du rond-point Rhin-et-Danube ; cas rare dans le métro de Paris, cette dernière issue est constituée d'une trémie en pente douce au lieu d'un escalier comme il en est d'usage sur le réseau, particularité que l'on retrouve également à la station Fort d'Aubervilliers sur la ligne 7.

Dans la salle de distribution des titres de transport se trouve une fresque en céramique, représentant géographiquement la période de reconquête de 1943 à 1945 lors de la Seconde Guerre mondiale.

Accès à la station
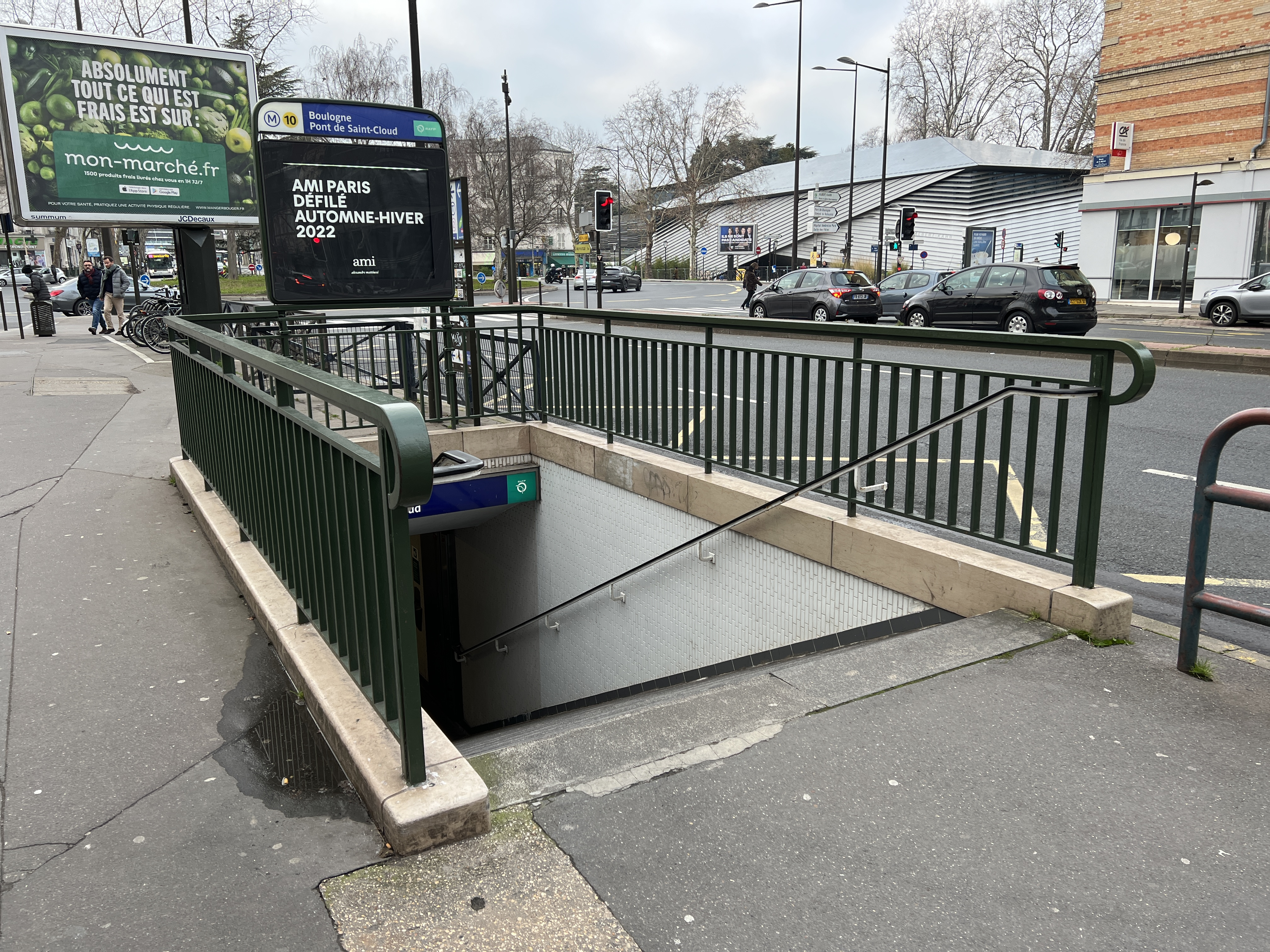
L'accès no 1 « Route de la Reine ».
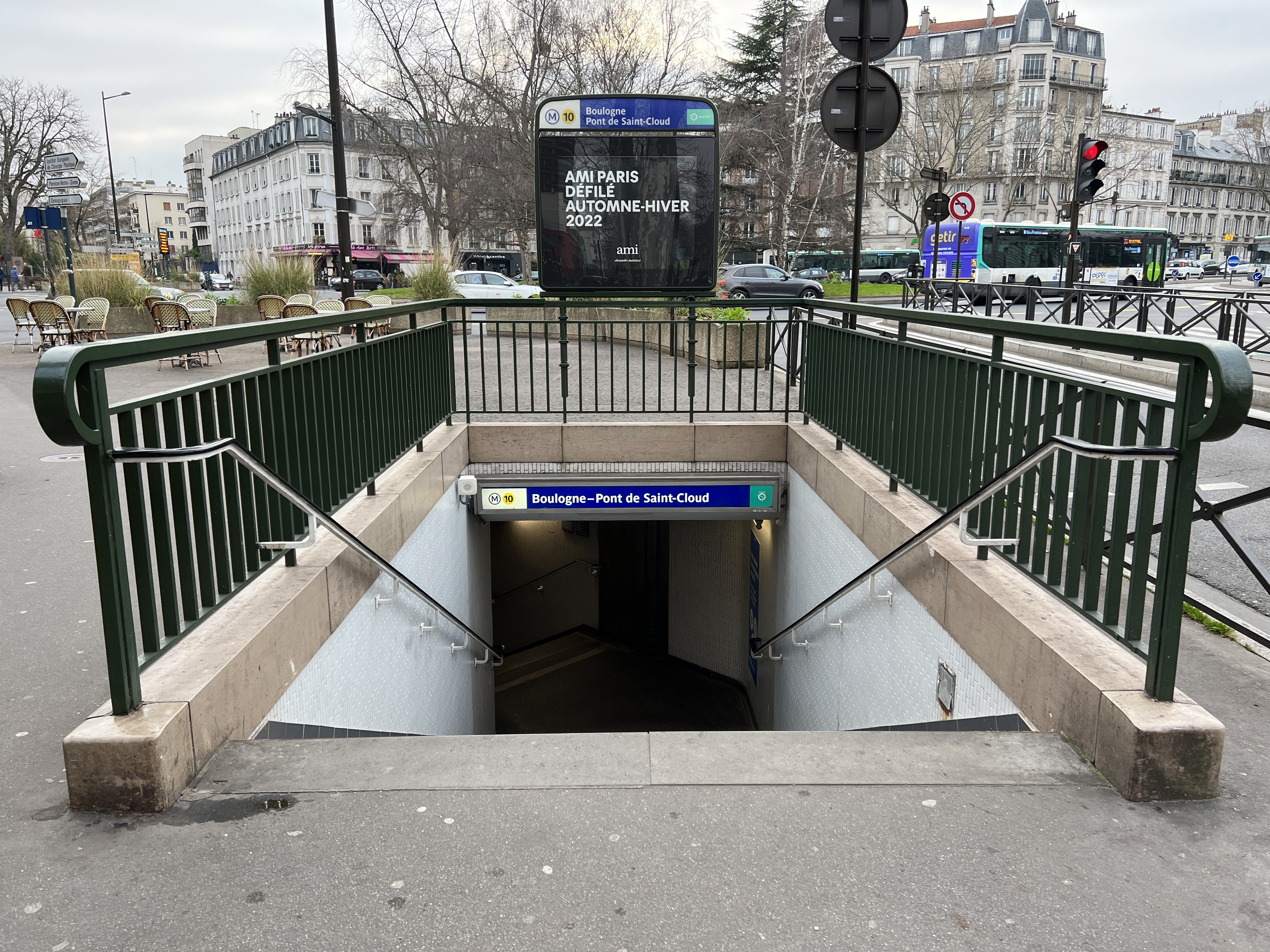
L'accès no 2 « Avenue Jean-Baptiste-Clément ».
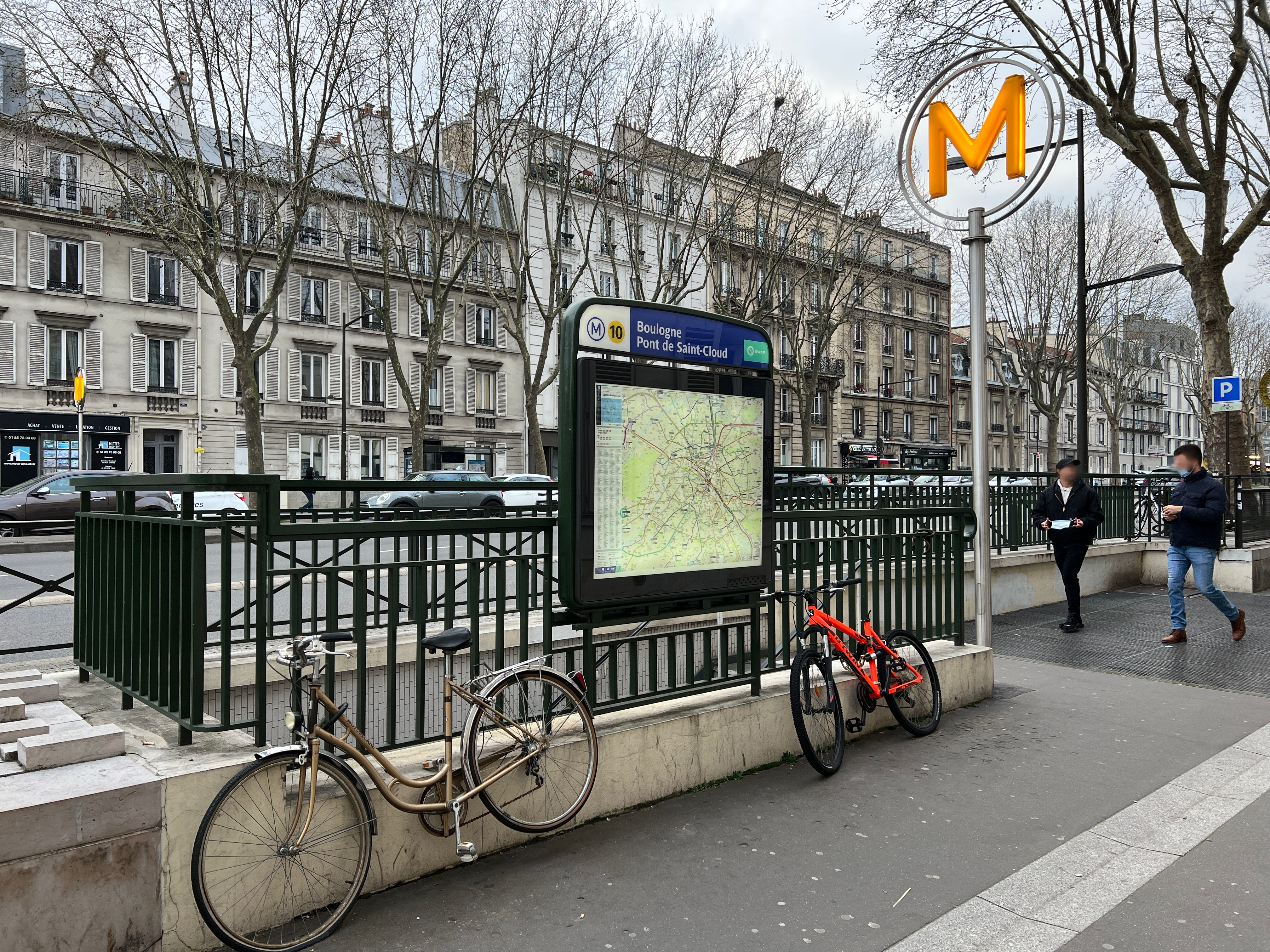
L'accès no 3 « Rue du Port ».
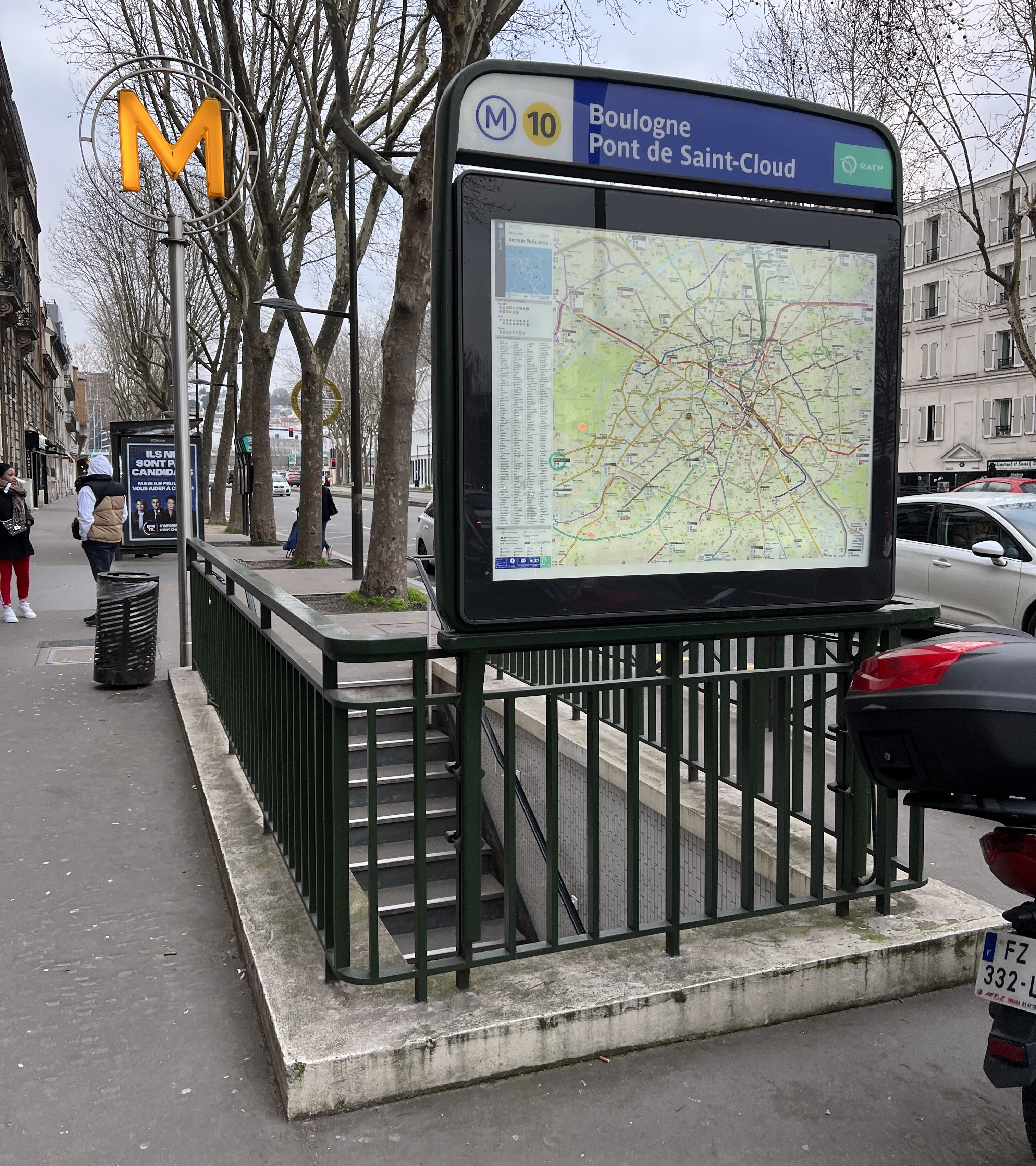
L'accès no 4 « Avenue du Maréchal-de-Lattre-de-Tassigny ».
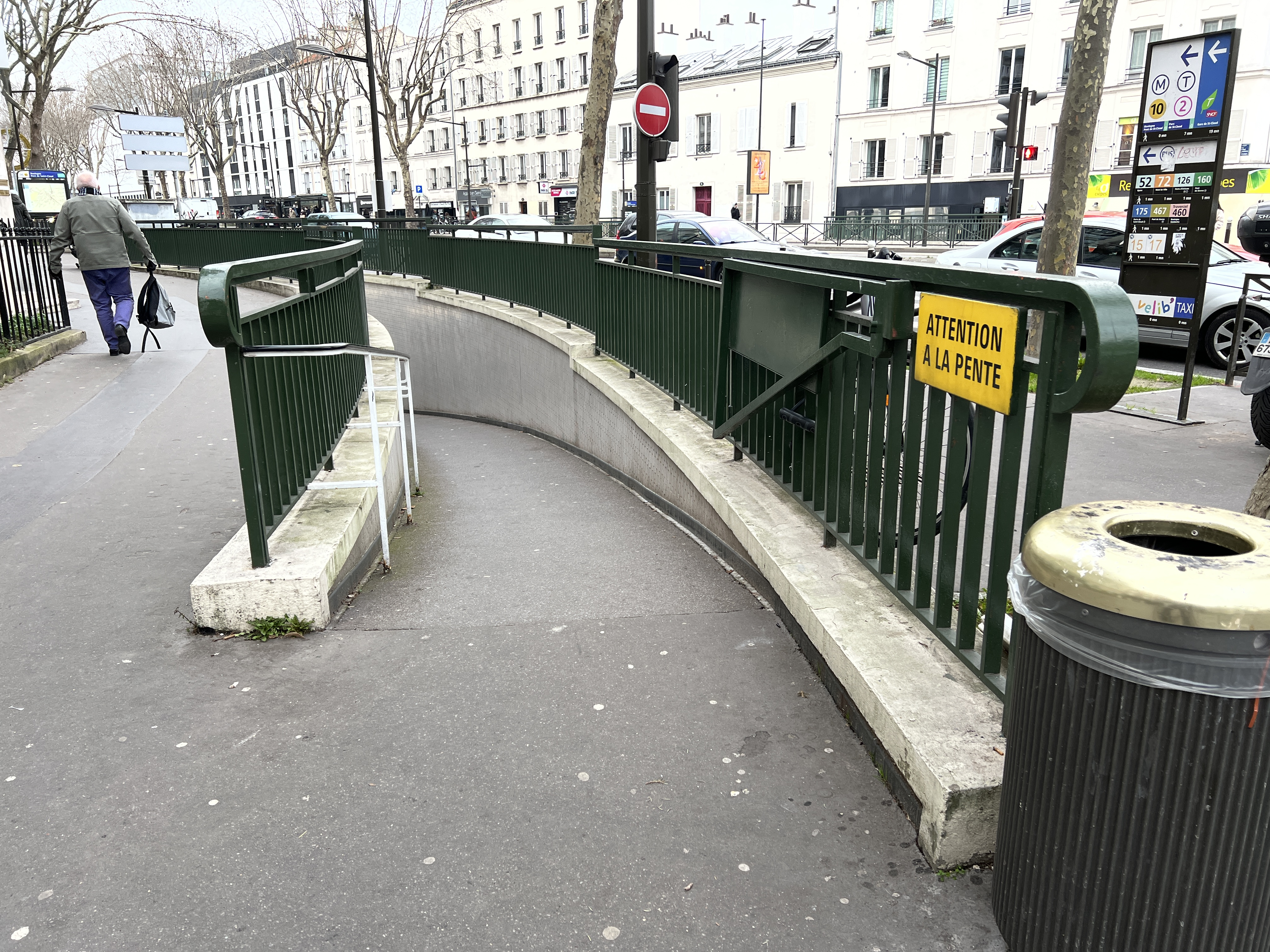
Trémie d'accès en pente douce vers l'accès no 4.
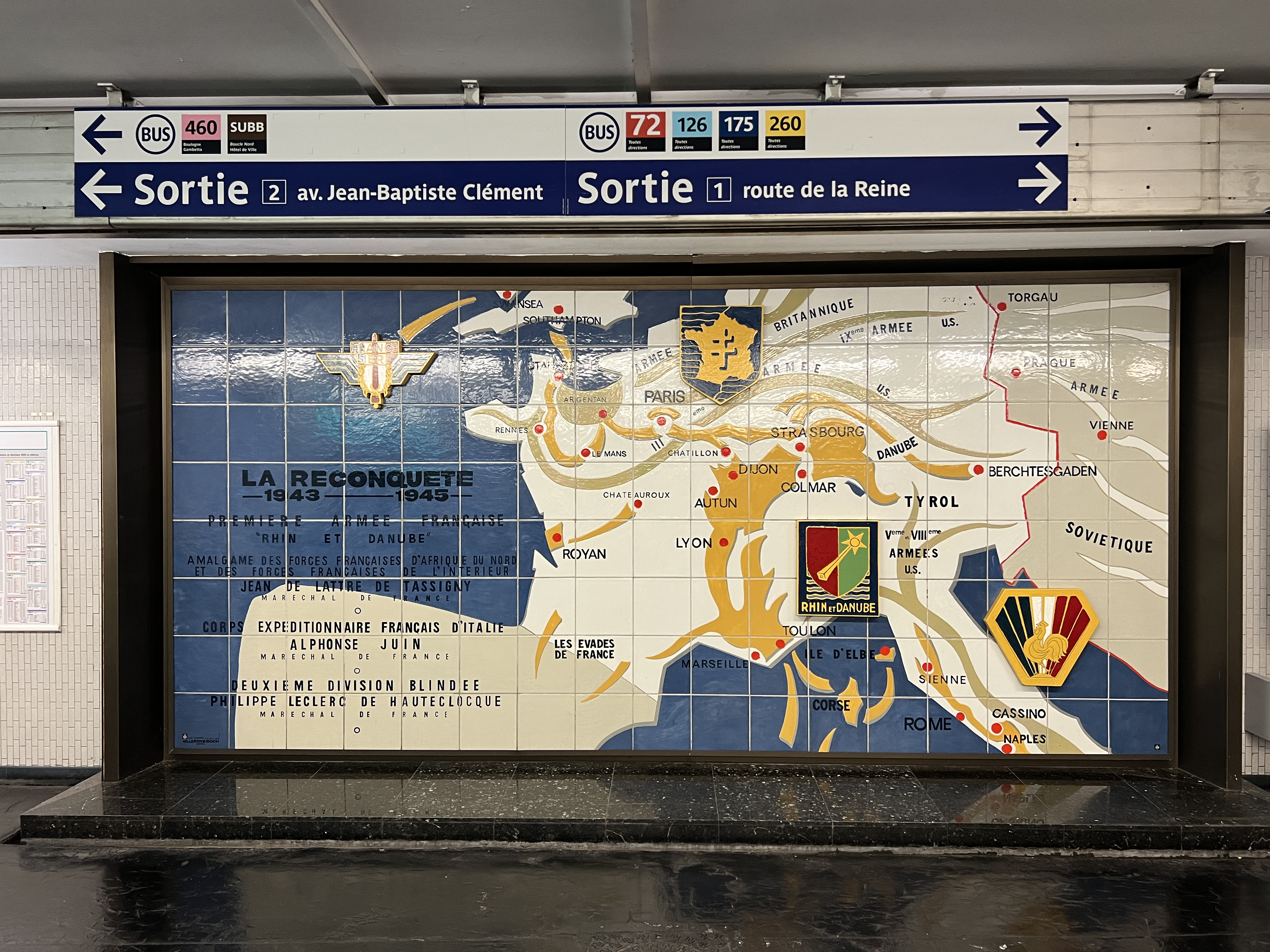
Fresque décorative dans le hall d'accueil.

### Quai
Boulogne - Pont de Saint-Cloud est une station de configuration particulière : elle possède un quai central encadré par les deux voies du métro. Construite selon la méthode de la tranchée couverte, sa forme rectangulaire ainsi que sa décoration sont typiques des années 1980 : les piédroits verticaux sont peints dans un dégradé de couleurs allant du blanc cassé côté est au bordeaux côté ouest, en passant par le jaune, l'orangé et le rouge, et supportent un plafond horizontal peint en blanc. Les cadres publicitaires sont métalliques et le nom de la station est inscrit en police de caractères Parisine sur plaques émaillées. Les sièges de style « Motte » sont de couleur orange et disposés sur des banquettes circulaires traitées en carrelage blanc plat, lesquelles sont surmontées de poteaux orange comprenant chacun trois globes d'éclairage, d'un modèle que l'on retrouve également sur les quais de la station Bobigny - Pablo Picasso sur la ligne 5 ainsi que des stations Le Kremlin-Bicêtre, Villejuif - Paul Vaillant-Couturier et Villejuif - Louis Aragon sur la ligne 7 (la station Bobigny - Pantin - Raymond-Queneau de la ligne 5 en possédait également avant 2021).

Quais de la station
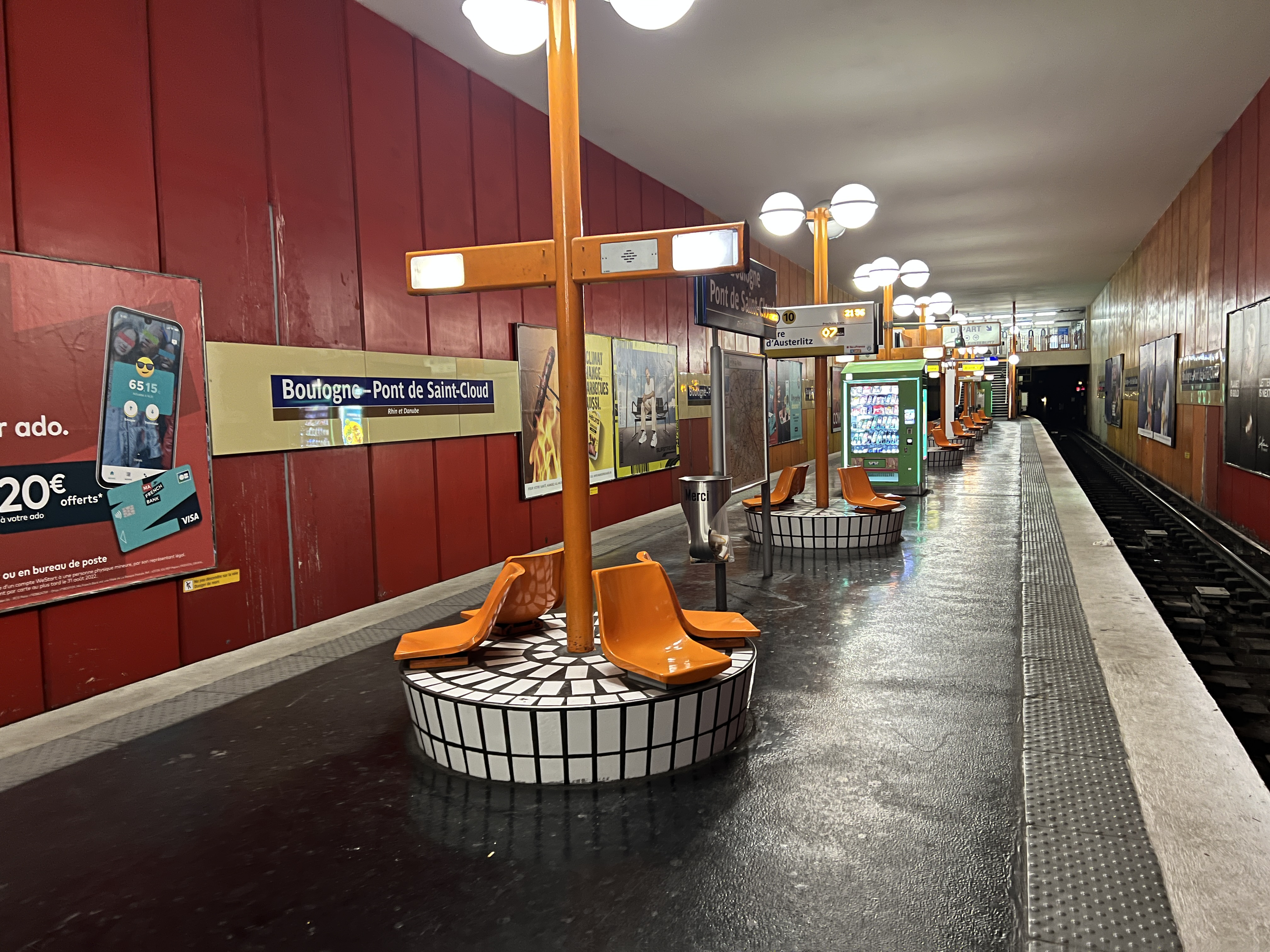
Le quai en îlot, vu en direction de Gare d'Austerlitz.
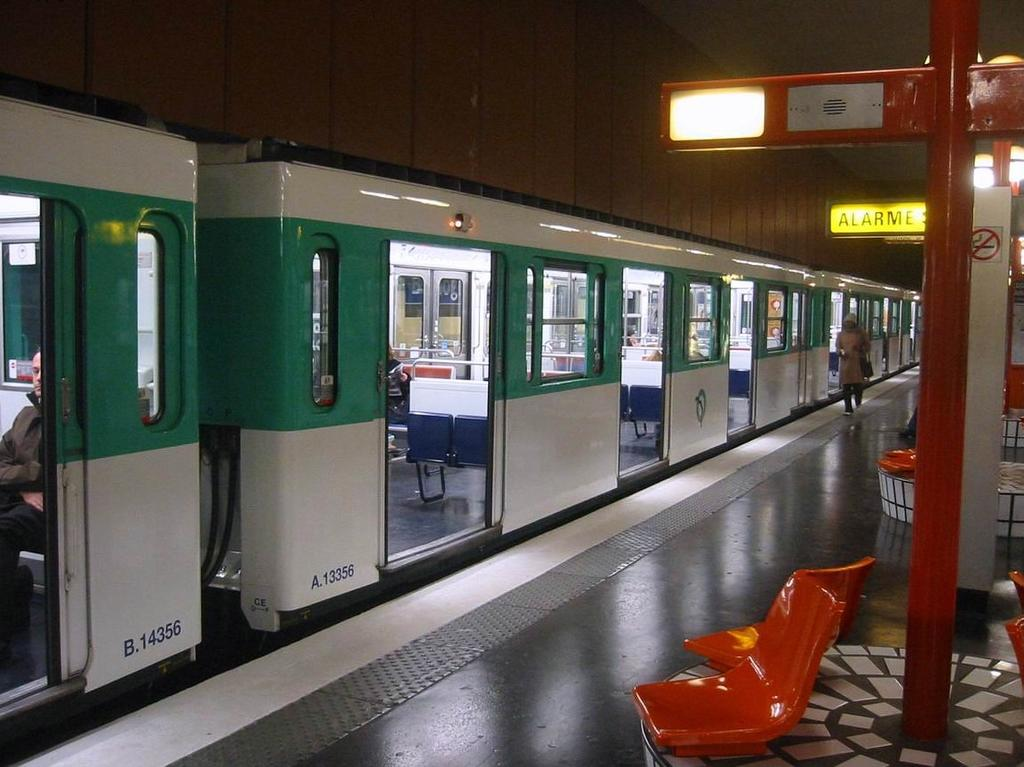
Rame MF 67 E à quai en attente de départ, en 2004.
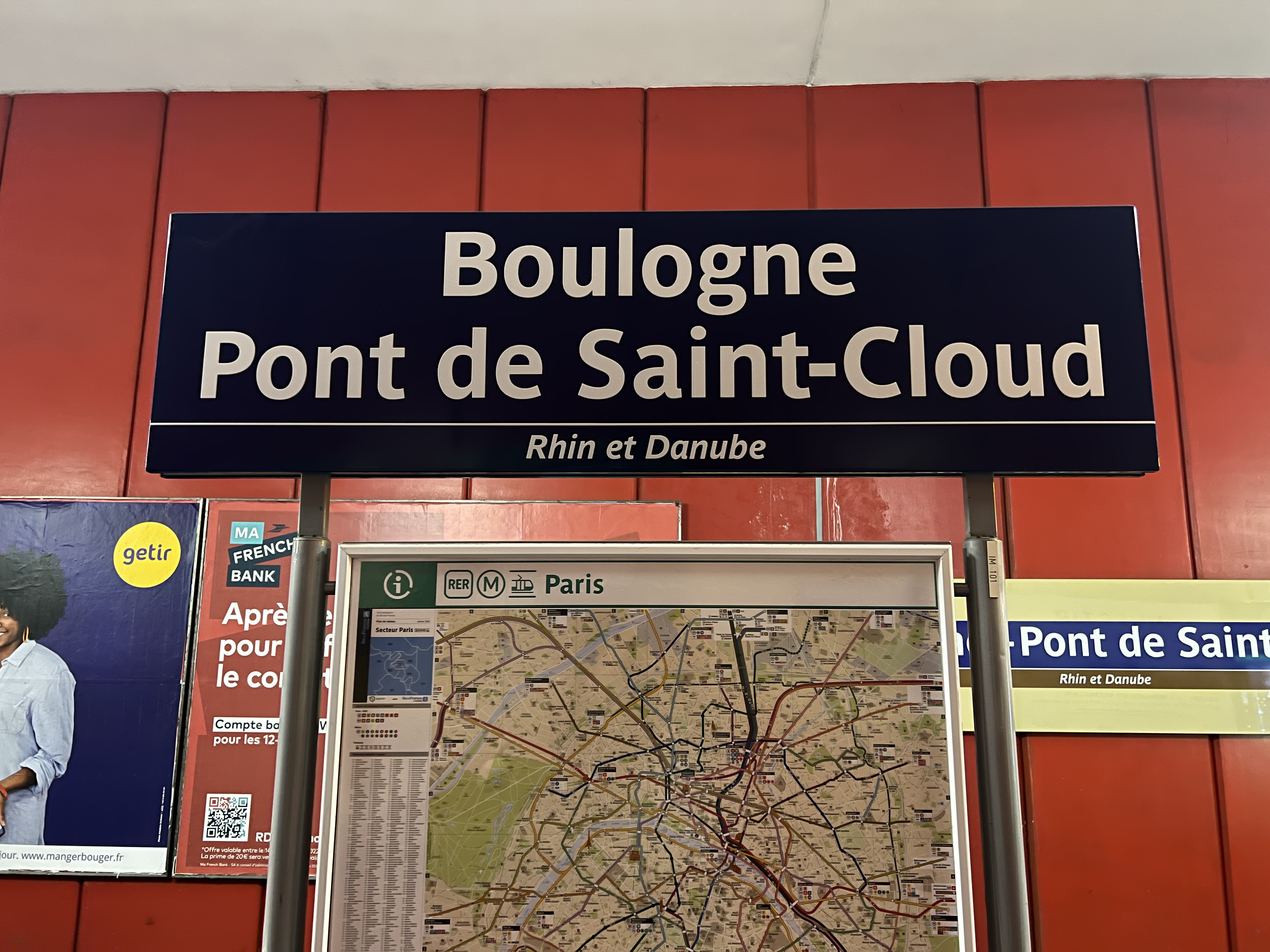
Plaque émaillée indiquant le nom de la station.

Situation unique sur le réseau si l'on excepte les terminus de Gambetta sur la ligne 3 bis et de Louis Blanc sur la ligne 7 bis, la station est dépourvue d'arrière-gare de retournement en raison du manque de place dû à sa proximité avec la Seine, les manœuvres s'exécutant alors en avant-gare. Les rames sont ainsi réceptionnées alternativement sur les deux voies (hormis en soirée où seule la voie sud est utilisée) et en repartent directement par rebroussement. Pour la même raison, la station ne dispose d'aucune position de garage (les plus proches se situant sur le site de la boucle d'Auteuil).

### Intermodalité
La station est en correspondance avec la ligne de tramway T2, à distance, à la station Parc de Saint-Cloud, située sur la rive opposée de la Seine, de l'autre côté du pont de Saint-Cloud.
En outre, elle est desservie par les lignes 52, 72, 126, 160, 175, 260 et 467 du réseau de bus RATP, par la ligne 6246 du réseau de bus du Grand Versailles et par la ligne 5117 du réseau de bus Île-de-France Ouest.

## Fréquentation
Nombre de voyageurs entrés à cette  station :
| Année                      | 2013      | 2014      | 2015      | 2016      | 2017      | 2018      | 2019      | 2020      | 2021      |
| -------------------------- | --------- | --------- | --------- | --------- | --------- | --------- | --------- | --------- | --------- |
| Nombre de voyageurs par an | 3 033 621 | 3 051 796 | 3 081 186 | 3 202 618 | 3 189 981 | 3 358 482 | 3 145 907 | 1 588 193 | 2 182 738 |
| Rang                       | 177e      | 177e      | 172e      | 163e      | 168e      | 164e      | 163e      | 162e      | 161e      |
| Nombre de stations         | 302       | 302       | 302       | 302       | 302       | 302       | 302       | 304       | 304       |

## À proximité
- Musée départemental Albert-Kahn
- Pont de Saint-Cloud
- Parc de Saint-Cloud (accessible sur l'autre rive de la Seine via le pont de Saint-Cloud)
- Musée Paul-Belmondo
- Château Rothschild